# Çukurçayır, Araklı
Çukurçayır là một xã thuộc huyện Araklı, tỉnh Trabzon, Thổ Nhĩ Kỳ. Dân số thời điểm năm 2011 là 509 người.